# ابوالقاسم پاینده
ابوالقاسم پاینده (۱۲۹۰ نجف آباد – ۱۸ مرداد ۱۳۶۳ تهران) روزنامه‌نگار، داستان‌نویس، و مترجم ایرانی بود.

## زندگی
تحصیلات مقدماتی را در نجف آباد، و صرف و نحو عربی و فقه اسلامی و فلسفه را در اصفهان، مدرسه جده بزرگ آموخت. دارای هوش و حافظهٔ فوق‌العاده‌ای بود. زیاد می‌خواند، هرچه را می‌خواند به خاطر می‌سپرد و به‌موقع استفاده می‌کرد. این هم دلیل دیگری بود برای موفقیت در کار روزنامه نویسی.
ابوالقاسم پاینده کار مطبوعاتی را از سال ۱۳۰۸ در روزنامهٔ عرفان اصفهان آغاز کردکه به مدیری احمد عرفان منتشر می‌شد و از بهترین روزنامه‌های شهرستان‌ها در زمان خودش بود. در سال ۱۳۱۱ به تهران رفت و در روزنامه‌های شفق سرخ علی دشتی و ایران زین العابدین رهنما به کار پرداخت. در همان زمان در وزارت پست و تلگراف و تلفن هم استخدام شد، اما چون این کار به مذاقش خوش نمی‌آمد، خود را به وزارت معارف و اوقاف و صنایع مستظرفه (آموزش و پرورش امروزی) منتقل کرد. 
پاینده چندی هم سردبیر مجلهٔ تعلیم و تربیت بود تا اینکه در سال ۱۳۲۱ مجله صبا را تأسیس کرد و آن را در زمره یکی از موفق‌ترین نشریات در تاریخ مطبوعات ایران ثبت کرد. پاینده در اسفند ۱۳۲۶ رئیس رادیو شد. در سال ۱۳۲۸ عضو دوره دوم مجلس مؤسسان قانون اساسی و دوره‌های بیست و یکم و بیست و دوم مجلس شورای ملی، نماینده نجف‌آباد بود. او در سال ۱۳۴۴، نماینده ایران در کنفرانس اسلامی مکه بود.

## ترجمه قرآن

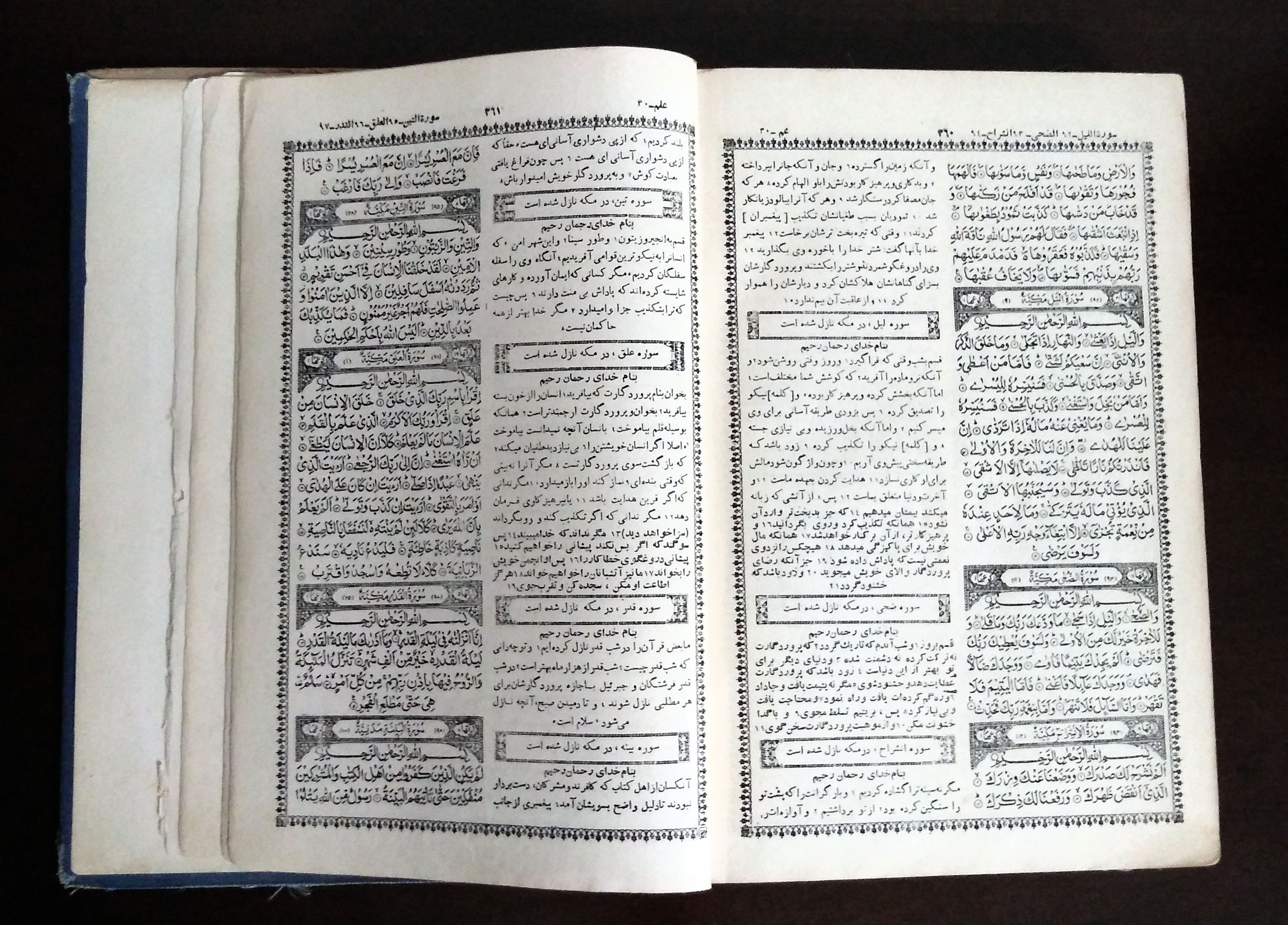
چاپ سوم ترجمهٔ فارسی قرآن مجید از ابوالقاسم پاینده که در سال ۱۳۳۹ خورشیدی به سرمایهٔ محمود کاشی‌چی در چاپخانهٔ خواندنیها و صحافی مهرآئین به چاپ رسیده است.

ابوالقاسم پاینده در سال ۱۳۳۶ ترجمه روان قرآن کریم به زبان فارسی را منتشر کرد که نقطه عطفی در ترجمه‌های معاصر قرآن است و هم‌چنان موفق و ممتاز به‌شمار می‌آید و می‌توان آن را مهم‌ترین اثر پاینده نامید. علامه امینی نویسنده کتاب الغدیر در نامه‌ای به پاینده در مورد این ترجمه نوشت: «آنچه سرمایه خیر دنیا و آخرت شماست، این صحایف است و بس. زحمتی که باید برای آن ارزشی فوق‌العاده قائل شد و تقدیر و ستایش کرد و افتخار نمود، این قدم برجسته‌ای است که در راه ترجمه قرآن عظیم برداشته‌اید و الحق خوب از عهده برآمده‌اید. آفرین بر آن خامه شیوا و بیان رسا و شیرین».
ابوالقاسم پاینده علاوه بر ترجمه زیبای قرآن نثر زیبایی در ابتدای آن با عبارات زیبا و شیرین و شیوه‌ای مخصوص خود نگاشته‌است. صاحب نظران آن را اثری ماندنی در تاریخ نثر فصیح فارسی می‌دانند. پاینده در این مقدمه، پس از بیان نحوه آشنایی خود با قرآن و آرزوی سی ساله‌اش در ترجمه آن، به اجمال سرگذشت اسلام و پیامبر اکرم را مرور می‌کند و سپس بخش عمده مقدمه را به مباحث قرآنی اختصاص می‌دهد.
وی در این مقدمه ضمن انتقاد به ترجمه‌های موجود، مبنای کار خود را بر این قرار داده که از معانی قرآن آنچه را عرب عادی دریافت تواند کرد، به فارسی بیاورد. گرچه ترجمه خود را ترجمه‌ای تحت‌اللفظی نامیده‌است، اما این ترجمه را باید در ردیف ترجمه‌های محتوایی قرار داد که از سبک و سیاق امروزی و همه فهم برخوردار است، حتی از ترجمه مرحوم الهی قمشه‌ای بهتر و فصیح تر است.
به گفته آیت‌الله منتظری، آیت‌الله بروجردی از این مقدمه خیلی خوشش آمده و از او پرسیده بود که این شخص کیست. آیت‌الله منتظری نیز پاینده را به او معرفی کرده بود. آیت‌الله منتظری همچنین درباره پاینده از مرتضی مطهری نقل کرده: «کسی که این مقدمات را نوشته به حق باید فرد بااطلاع و صاحب سبکی باشد».
نقدهایی هم این بر ترجمه او وارد شده که سلسله نقدهای محمد فرزان از آن شمار است و پاینده آن‌ها را در چاپ‌های بعدی ترجمه خود اعمال کرد؛ البته اولین نقد بر این ترجمه به قلم مرتضی مطهری در مجله یغما منتشر شد.
پاینده در ابتدای ترجمه قرآن خویش، طی مناجاتی با خدای متعال می‌نویسد: «خدایا! من این کوششْ خاص تو کردم و این رنجْ به وفای آن نذر که با تو داشتم، بردم و از همه کسان رو به تو آوردم و دل بر تو نهادم و امید به تو افکندم و از آن لطف‌های بی‌کران و نظرهای نهان که تو را با بندگان هست، امید قوی دارم که این پیشکش ناچیز، در پیشگاه عزیز تو به معرض قبول افتد که احراز رضای تو ای خدای لایزال! مرتبتی مافوق مرتبت هاست… خدایا! جان ما به نور هدایت خویش روشن کن و ما را از ظلمات آرزوها و هوس‌ها، به آن عالم صفا و وارستگی که خاص بندگان مطیع خویش کرده‌ای، راهبر باش که هر که با تو پیوست، از همگان رَست و موهبت جاویدان، این است».
پاینده به زبانهای عربی، انگلیسی و فرانسه آشنایی کامل داشت. وی در روز ۱۸ مرداد ۱۳۶۳ در تهران درگذشت.

## آثار
- مرده کشان جوزان
- دکتر ریش
- ظلمات عدالت
- گردآوری و ترجمهٔ نهج‌الفصاحه
- ترجمهٔ قرآن
- کتاب املاء یا دستور نوشتن
- ترجمهٔ زندگانی محمد
- ترجمهٔ تاریخ سیاسی اسلام در سه جلد
- ترجمهٔ مروج‌الذهب و معادن‌الجوهر
- ترجمهٔ تاریخ طبری
- علی علیه‌السلام ابرمرد تاریخ
- قدمگاه شهرک «نون»
- ترجمه التنبیه و الاشراف (علی بن حسین مسعودی، ۱۳۴۹)
- ترجمه اسرار نیک‌بختی (اوریزان ماردن، ۱۳۳۳)
- ترجمه تاریخ سیاسی اسلام از آغاز ظهور تا انقراض دولت اموی (دکتر حسین ابراهیم حسن، سه جلد، ۱۳۱۸)
- ترجمه چرا فرانسه شکست خورد (آندره موروا، ۱۳۱۹)
- ترجمه در آغوش خوشبختی (لرد آوری بوری، ۱۳۱۳)
- ترجمه تاریخ عرب (از فیلیپ حتی، دو جلد، تبریز، ۱۳۴۴)
- ترجمه عشق و زناشویی (نیکلا حداد، ۱۳۳۵)
- ترجمه ترجمه قوه عصبی
- تمدن اسلامی ترجمه جلد یازدهم تاریخ ویل دورانت